# Guttorm Gunnhildsson
Guttorm Gunnhildsson est un viking norvégien qui est actif en mer d'Irlande au XIe siècle.

## Biographie
Guttorm apparait comme un personnage historique dans l Heimskringla où il est précisé qu'un « fils de Ketill le veau et de Gunnhild de Hringuness s'appelait  Guttorm et était donc un neveu du roi Olaf et du roi Harald  »  Guttorm organise une expédition vers l'ouest où il devient l'ami du roi de Dublin Echmarcach mac Ragnaill avec qui il effectue des expéditions de pillage vers le sud. Au cours d'une attaque dans le pays de Galles il  se querelle avec  Echmarcach  et commence les hostilités contre son ancien allié lors de la distribution du butin à ses  propres hommes. Ils se rencontrent lors d'un combat naval dans l'Ongulseyjarsund c'est-à-dire l'actuel Menai Strait. Echmarcach dispose d'une flotte de 16 navires contre seulement 5 seulement pour Guttorm. Ce dernier sort néanmoins vainqueur du combat après avoir prié Saint Olaf et avoir promis de lui réserver un dixième du butin; Echmarcach est tué lors du combat la veille de la Saint-Olaf soit le 28 juillet 1052.  Guttom fait réaliser avec l'argent dévolu au saint un crucifix  « de sa propre taille ou de celle de son homme de gaillard d'avant... de sept aunes de haut » qui est resté depuis dans l'église de Saint-Olaf 